# インカ橋

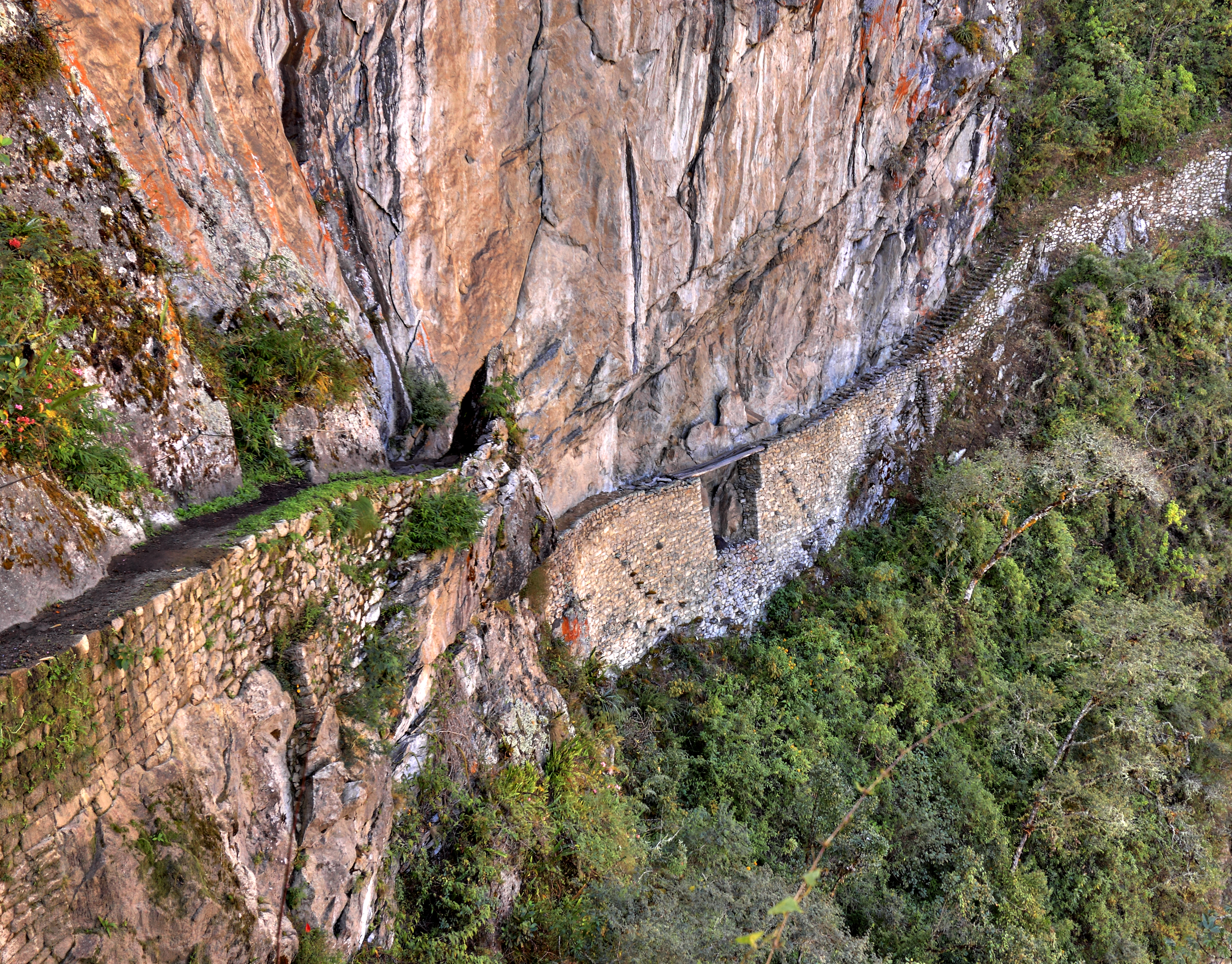
インカ橋の拡大写真

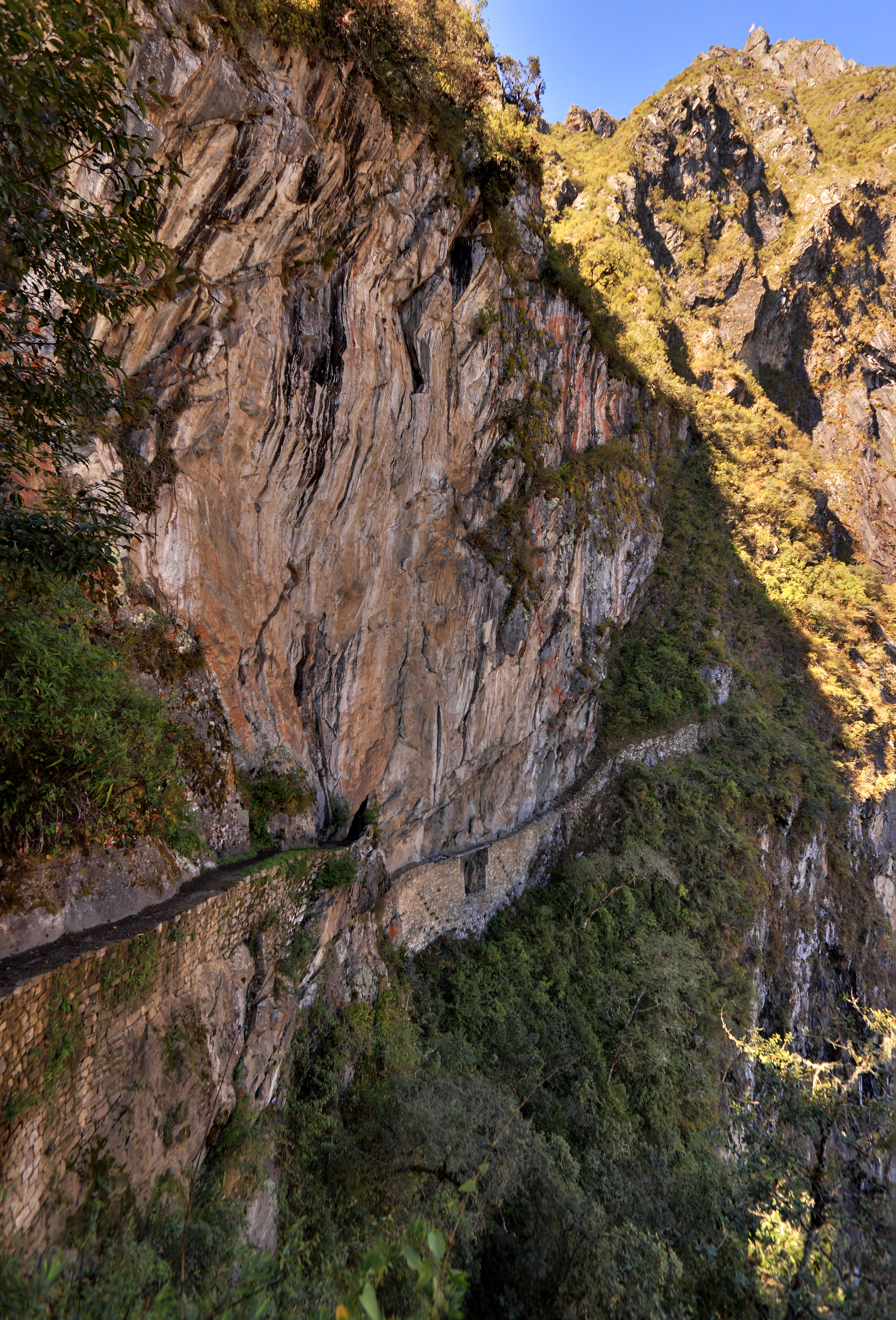
崖は、インカ橋の横に聳えている

インカ橋 (Inca Bridge, Inka Bridge) は、ペルーのマチュピチュにアクセスする2つの橋を指す。
2つの橋のうち1つは、インカ軍のためのマチュピチュの秘密の入口としてインカ人によって構築された。

## インカ橋 (幹線橋)
このインカ橋は、マチュピチュから西側へ向かう山道の一部である。この山道は、石で舗装されており、崖の表面につくられている。20フィートの山道が、1,900フィート以上の崖につくられている。橋は他の2カ所あり、不通でも他の道からも通ることができる。

## インカ橋 (吊り橋)
このインカ橋は、マチュピチュの外の古代のインカ吊り橋で、Pongo de Mainiqueのクスコを南北に流れるウルバンバ川を横断している。この橋は現在は存在しないが、干し草や木でつくられていた。